# Elecciones al Senado de Argentina de 1892
Las Elecciones al Senado de la Nación Argentina de 1892 fueron realizadas a lo largo del mencionado año por las Legislaturas de las respectivas provincias para renovar 10 de las 30 bancas del Senado de la Nación. En la Capital Federal el senador fue electo mediante el sistema indirecto de votación, donde se eligieron a electores que luego se reunirián en el Colegio Electoral y proclamarían al senador electo.

## Cargos a elegir
| Provincia           | Senado    | Senado    |
| Provincia           | Senadores | A renovar |
| ------------------- | --------- | --------- |
| Buenos Aires        | 2         | 1         |
| Capital Federal     | 2         | 1         |
| Catamarca           | 2         | 1         |
| Córdoba             | 2         | 1         |
| Corrientes          | 2         | —         |
| Entre Ríos          | 2         | —         |
| Jujuy               | 2         | —         |
| La Rioja            | 2         | —         |
| Mendoza             | 2         | 1         |
| Salta               | 2         | —         |
| San Juan            | 2         | —         |
| San Luis            | 2         | 2         |
| Santa Fe            | 2         | 1         |
| Santiago del Estero | 2         | 1         |
| Tucumán             | 2         | 1         |
| Total               | 30        | 10        |

## Resultados por provincia
| Provincia           | Senador electo        |
| ------------------- | --------------------- |
| Buenos Aires        | Roque Sáenz Peña      |
| Capital Federal     | Rafael Igarzábal      |
| Catamarca           | Francisco C. Figueroa |
| Córdoba             | Felipe Yofre          |
| Mendoza             | Oseas Guiñazú         |
| San Luis            | Juan A. Barbeito      |
| San Luis            | Eriberto Mendoza      |
| Santa Fe            | Lorenzo Anadón        |
| Santiago del Estero | Absalón Rojas         |
| Tucumán             | Julio Argentino Roca  |

1. ↑  Renunció el 20 de diciembre de 1892, lo reemplaza Bartolomé Mitre el 31 de mayo de 1894.
2. ↑  Falleció el 26 de diciembre de 1900, no fue reemplazado.
3. ↑  Renunció el 12 de octubre de 1898, lo reemplaza Calixto de la Torre el 10 de noviembre de 1898.
4. ↑  Falleció el 23 de julio de 1893, lo reemplaza Benjamín Zavalía el 9 de junio de 1894.
5. ↑  Renunció el 2 de agosto de 1893, lo reemplaza Francisco Lucio García el 8 de mayo de 1894.

### Capital Federal

#### Elección general
Elección el 7 de febrero de 1892. Fueron electos por el Colegio Electoral Rafael Igarzábal por un mandato completo de 9 años, y Mariano Adrián Varela para completar el mandato de Antonino Cambaceres (1886-1895). Mariano Adrián Varela renunció el 8 de junio de 1893, lo reemplaza Bernardo de Irigoyen el 31 de julio de 1894.
| Candidato a elector        | Votos |
| -------------------------- | ----- |
| Belisario Roldán           | 6.914 |
| Luis A. Huergo             | 6.912 |
| Carlos Castro y Sumblaud   | 6.911 |
| Enrique Lezica             | 6.911 |
| Pablo Gorostiaga           | 6.911 |
| Juan A. Casambeta          | 6.911 |
| Aureliano Huergo           | 6.911 |
| Pedro Argerich             | 6.910 |
| Tomás Cullen               | 6.909 |
| Francisco Ramos            | 6.909 |
| Emilio Castro              | 6.906 |
| Norberto Quirno Costa      | 6.904 |
| P. González                | 6.095 |
| Ignacio J. Sánchez         | 6.094 |
| Teófilo García             | 6.094 |
| Lisandro Olmos             | 6.093 |
| Lino Cárdenas              | 6.092 |
| Luis del Carril            | 6.091 |
| Carlos M. Alvear           | 6.090 |
| Salustiano J. Zavalía      | 6.088 |
| Ataliva Roca               | 6.087 |
| Wenceslao Pacheco          | 6.087 |
| Carlos A. Estrada          | 5.817 |
| Ángel Pizarro Lastra       | 5.816 |
| Juan Carlos Belgrano       | 5.816 |
| Enrique S. Pérez           | 5.816 |
| Celindo Castro             | 5.816 |
| Rufino Pastor              | 5.816 |
| Luis Andrade               | 5.816 |
| Julio Figueroa             | 5.815 |
| Cornelio Saavedra Zavaleta | 5.815 |
| José Camilo Crotto         | 5.815 |
| Miguel A. Páez             | 5.815 |
| Prudencio M. Clana         | 5.815 |
| Antonio Araga              | 5.815 |
| Delfor del Valle           | 5.815 |
| Domingo Krause             | 5.815 |
| Florencio Mur              | 5.814 |
| Martín M. Torino           | 5.814 |
| Francisco Raynelli         | 5.814 |
| Daniel Navarro             | 5.814 |
| Diego Fernández Espira     | 5.814 |
| Félix Mieli                | 5.814 |
| Carlos M. Benavídez        | 5.813 |

#### Elección parcial
Elección el 4 de febrero de 1894 para completar el mandato de Antonino Cambaceres (1886-1895). Bernardo de Irigoyen fue electo por el Colegio Electoral.
| Candidato a elector            | Votos |
| ------------------------------ | ----- |
| Federico M. Ygarzábal          | 5.459 |
| Rufino Pastor                  | 5.459 |
| Eduardo M. Pérez               | 5.459 |
| Carlos Rodríguez Larreta       | 5.459 |
| Julio Figueroa                 | 5.459 |
| Mariano Gutiérrez              | 5.459 |
| Miguel A. Faes                 | 5.459 |
| Antonio Arraga                 | 5.458 |
| Eliseo P. Acosta               | 5.458 |
| José M. Bustos                 | 5.458 |
| Andrés de Uganiza              | 5.458 |
| Ángel Pizarro Lastra           | 5.458 |
| Luvencio Arce                  | 5.458 |
| Bernardo de Irigoyen (h)       | 5.458 |
| Daniel A. Navarro              | 5.458 |
| José S. Arévalo                | 5.458 |
| Carlos P. Sumb                 | 5.457 |
| Fernando de Guerrico           | 5.457 |
| S. P. Carreras                 | 5.457 |
| Juan A. Mármol                 | 5.457 |
| José G. Rivas                  | 5.457 |
| Félix Mieli                    | 5.457 |
| Pedro Agote                    | 3.747 |
| Tomás Santa Coloma             | 3.747 |
| Félix Bernal                   | 3.747 |
| Julio Peña                     | 3.747 |
| Nicanor de Abelleyra           | 3.747 |
| Carlos Castro y Sumblaud       | 3.747 |
| Carlos M. Cernadas             | 3.747 |
| Mariano Saubidet               | 3.747 |
| Alberto de Gainza              | 3.747 |
| Belisario Linch                | 3.747 |
| Sixto J. Quevada               | 3.747 |
| Aureliano Huergo               | 3.747 |
| Belisario Roldán               | 3.746 |
| Manuel Correa Morales          | 3.746 |
| Eduardo O'Gorman               | 3.746 |
| Eduardo Olivera                | 3.746 |
| Luis M. Saavedra               | 3.746 |
| Julio Gutiérrez                | 3.746 |
| Juan Antonio Argerich Elizalde | 3.746 |
| Reynaldo Villar                | 3.746 |
| Antonio Malaver                | 3.745 |
| Luis Augusto Huergo            | 3.745 |
| José V. Ramírez                | 1.102 |
| José M. Astigueta              | 1.102 |
| Carlos Rodríguez Etchart       | 1.102 |
| Rudecindo Roca                 | 1.102 |
| Ceferino Cigorraga             | 1.102 |
| Miguel C. Victorica            | 1.102 |
| F. Bustamante                  | 1.102 |
| Daniel M. Escalada             | 1.102 |
| Benito Carrasco                | 1.102 |
| Teodoro Varela                 | 1.102 |
| Miguel M. Nougués              | 1.102 |
| Honorio Leguizamón             | 1.102 |
| Miguel García Fernández (h)    | 1.102 |
| Rodolfo Taurel                 | 1.102 |
| Enrique B. Mascias             | 1.102 |
| Martín Bustos                  | 1.102 |
| Enrique Sabatté                | 1.102 |
| Isaac Chavarría                | 1.102 |
| Eduardo Heally                 | 1.102 |
| Juan D. Piñero                 | 1.101 |
| Francisco Cáceres              | 1.101 |
| Carlos E. de Alvear            | 1.100 |